# James H. Clark
Pour les articles homonymes, voir James Clark, Jim Clark (homonymie) et Clark.
James H. Clark ou Jim Clark (né le 23 mars 1944 au Texas) est un scientifique et entrepreneur américain, il a fondé plusieurs entreprises notables dans la Silicon Valley, en particulier la société Silicon Graphics, Netscape Communications (avec Marc Andreessen), myCFO et Healtheon. Il a aussi une passion pour la voile, et est le propriétaire de plusieurs voiliers de course.

## Biographie
Après avoir obtenu son doctorat en informatique à l'université de l'Utah, il travaille en tant qu'assistant à l'université de Californie à Santa Cruz de 1974 à 1978, et devient professeur à l'université Stanford de 1979 à 1982. Ses recherches portent alors sur l'affichage graphique et le traitement d'image numérique.
En 1982 il fonde la société Silicon Graphics avec quelques collègues et étudiants, et il conçoit des stations de travail spécialisées dans le traitement graphique.
Alors qu'il travaillait avec NCSA Mosaic en 1993, il rejoint le développement de Mosaic, le premier véritable navigateur pour le Web. Sa rencontre avec Marc Andreessen allait conduire à la fondation de Netscape. Avec un investissement initial de 5 millions de dollars, la forte croissance d'Internet lui rapporte alors plus de 2 milliards de dollars. En lançant Netscape 1.0 le 15 décembre 1994, il pensait créer une entreprise, mais il a en fait contribué à ouvrir l'accès au cyber-espace.
En 1996, il fonde une start-up, Healtheon, et en 1999 il lance myCFO, une société de gestion de fortune.
Il fait partie du WWF, et possède plusieurs voiliers, dont Athena, un yacht de 90 m. Il a deux enfants, et sa fille Kathy s'est mariée avec Chad Hurley, cofondateur de YouTube.

## Ouvrage
- Clark, Jim, et Owen Edwards, Netscape Time: The Making of the Billion-Dollar Start-Up That Took On Microsoft, New York: St. Martin's Press, 1999.  (ISBN 0312199341).